# Třída Raja Haji Fisabilillah
Třída Raja Haji Fisabilillah (jinak též třída OPV 90M) je třída oceánských hlídkových lodí indonéského námořnictva. Celkem byly objednány dvě jednotky této třídy. Na vodu byly spuštěny roku 2024. Dle indonéského námořnictva bude možné obě plavidla, po instalaci všech plánovaných systémů, označovat jako lehké fregaty.

## Stavba
Celkem byla objednána stavba dvou jednotek této třídy. Jejich stavbou byly pověřeny privátní loděnice PT Daya Radar Utama v Bandar Lampungu. Slavnostní první řezání oceli na nová plavidla proběhlo 26. srpna 2021.
Jednotky třídy Raja Haji Fisabilillah:
| Jméno                            | Založení kýlu      | Spuštěna      | Vstup do služby | Status    |
| -------------------------------- | ------------------ | ------------- | --------------- | --------- |
| KRI Raja Haji Fisabilillah (391) | 16. listopadu 2022 | 18. září 2024 |                 | ve stavbě |
| KRI Lukas Rumkorem (392)         | 16. listopadu 2022 | 20. září 2024 |                 | ve stavbě |

## Konstrukce

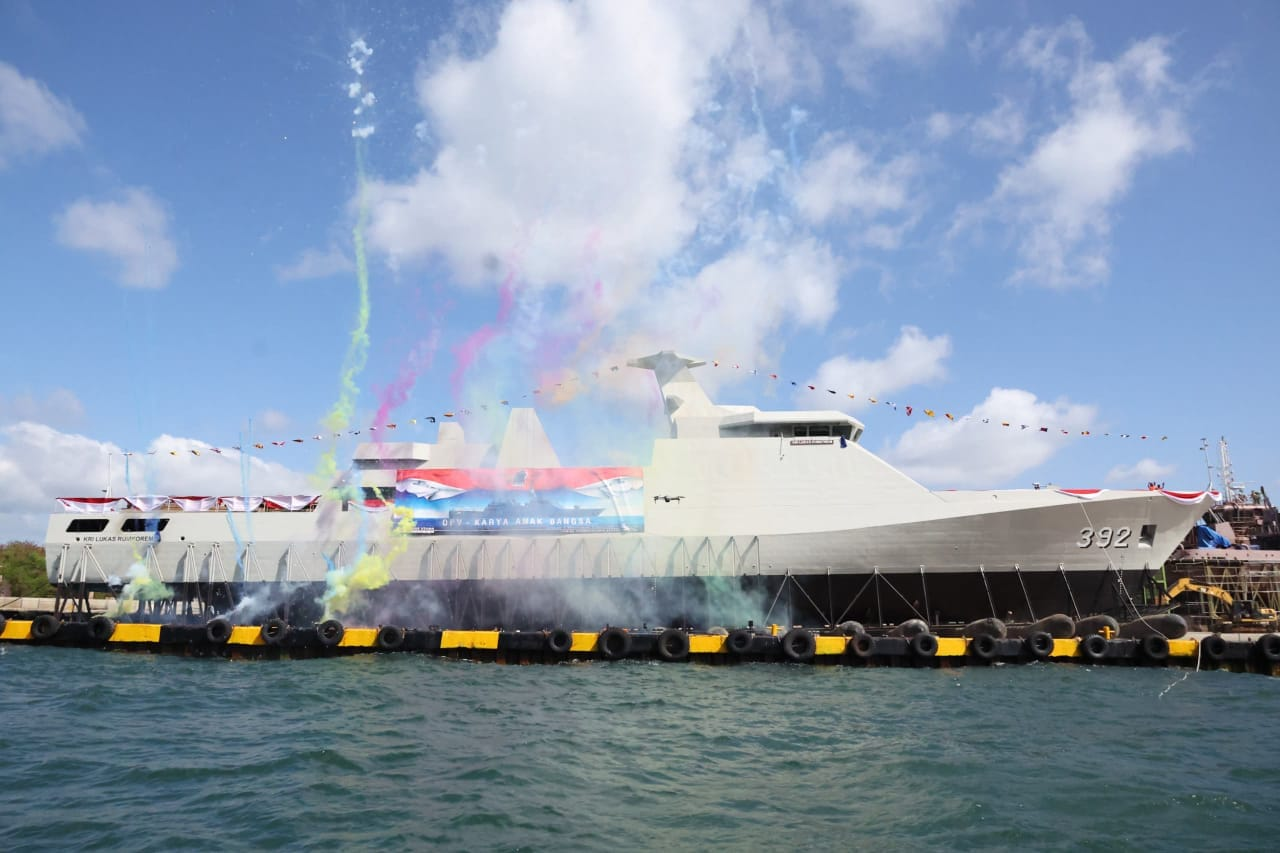
KRI Lukas Rumkorem (392)

Plavidla jsou vyzbrojena jedním 76mm kanónem Leonardo, jedním 40mm kanónem, dvěma čtyřnásobnými odpalovacími kontejnery pro protilodní řízené střely ATMACA a dále torpédomety. Na zádi se nachází přistávací plocha a hangár pro vrtulník. Nejvyšší rychlost dosahuje 28 uzlů a cestovní rychlost dvacet uzlů.